# Williamston (Michigan)
Williamston – miasto w Stanach Zjednoczonych, w stanie Michigan, w hrabstwie Ingham.